# Lijst van Tweede Kamerleden voor de LPF
Een overzicht van alle voormalige Tweede Kamerleden voor de Lijst Pim Fortuyn (LPF).
| Tweede Kamerlid       | Begindatum        | Einddatum         |
| --------------------- | ----------------- | ----------------- |
| Ton Alblas            | 23 mei 2002       | 29 januari 2003   |
| Gerard van As         | 23 mei 2002       | 16 augustus 2006  |
| Philomena Bijlhout    | 23 mei 2002       | 21 juli 2002      |
| Vic Bonke             | 23 mei 2002       | 29 januari 2003   |
| Wien van den Brink    | 23 mei 2002       | 29 november 2006  |
| Fred Dekker           | 23 mei 2002       | 29 januari 2003   |
| Cor Eberhard          | 23 mei 2002       | 2 oktober 2002    |
| Joost Eerdmans        | 23 mei 2002       | 20 september 2006 |
| Theo de Graaf         | 23 mei 2002       | 29 januari 2003   |
| Egbert Jan Groenink   | 4 juni 2002       | 29 januari 2003   |
| Mat Herben            | 23 mei 2002       | 29 november 2006  |
| Max Hermans           | 30 januari 2003   | 29 november 2006  |
| Ferry Hoogendijk      | 23 mei 2002       | 29 januari 2003   |
| Jim Janssen van Raaij | 23 mei 2002       | 29 januari 2003   |
| Winny de Jong         | 28 mei 2002       | 2 oktober 2002    |
| Gerlof Jukema         | 23 mei 2002       | 29 januari 2003   |
| Margot Kraneveldt     | 30 januari 2003   | 3 juli 2006       |
| Hilbrand Nawijn       | 30 januari 2003   | 22 juni 2005      |
| Gonny van Oudenallen  | 7 juli 2006       | 7 juli 2006       |
| Frits Palm            | 23 mei 2002       | 29 januari 2003   |
| Jan van Ruiten        | 23 mei 2002       | 29 januari 2003   |
| Fred Schonewille      | 23 mei 2002       | 29 januari 2003   |
| Hans Smolders         | 23 mei 2002       | 29 januari 2003   |
| Harry Smulders        | 23 mei 2002       | 29 januari 2003   |
| Olaf Stuger           | 23 mei 2002       | 29 januari 2003   |
| Olaf Stuger           | 21 september 2006 | 29 november 2006  |
| João Varela           | 23 mei 2002       | 29 november 2006  |
| Willem van der Velden | 26 juli 2002      | 29 januari 2003   |
| Harm Wiersma          | 23 mei 2002       | 29 januari 2003   |
| Harry Wijnschenk      | 28 mei 2002       | 13 november 2002  |
| Fieroes Zeroual       | 23 mei 2002       | 29 januari 2003   |
| Milos Zvonar          | 23 mei 2002       | 29 januari 2003   |